# Reach (Tyketto)
Reach è il quinto album in studio del gruppo musicale statunitense Tyketto, pubblicato nel 2016 dalla Frontiers Records.

## Tracce
1. Reach – 5:37
2. Big Money – 4:03
3. Kick Like a Mule – 3:31
4. Circle the Wagons – 4:34
5. I Need It Now – 4:21
6. Tearing Down the Sky – 4:17
7. Letting Go – 5:03
8. The Fastest Man Alive – 5:10
9. Remember My Name – 4:58
10. Sparks Will Fly – 4:20
11. Scream – 5:34
12. The Run – 4:25

## Formazione
- Danny Vaughn – voce, chitarra acustica, armonica a bocca
- Chris Green – chitarra, mandolino, cori
- Chris Childs – basso, cori
- Michael Arbeeny – batteria, cori
- Ged Rylands – tastiere, cori